# Фудбалска репрезентација Египта
Фудбалска репрезентација Египта (арап. منتخب مصر لكرة القدم), често се називају Фараони (арап. الفراعنة), национални је фудбалски тим који представља Египат на међународним такмичењима и под контролом је Фудбалског савеза Египта. Египат је најуспешнија репрезентација Африке, са седам титула шампиона; освојили су први Афрички куп нација у Судану 1957, затим у Египту 1959, Египту 1986, Буркини Фасо 1998, Египту 2006, Гани 2008 и Анголи 2010.
Египат је била прва Афричка земља која је учествовала на Светском првенству, учествовали су на другом светском првенству, у Италији 1934, када су у 1 колу (осмини финала) изгубили са 4:2 од Мађарске. Египат се од тада квалификовао на првенство 1990. године, гдје је опет испао у првом колу. Након 28 година, предвођен Мохамедом Салахом, Египат се пласирао на Светско првенство 2018. Два пута је играо меч за бронзу на Летњим Олимпијским играма (1928. и 1964), изгубивши оба пута; први пут од Италије 11:3, што је најубедљивији пораз Египта у историји.

## Резултати на међународним такмичењима

### Светска првенства
| Година         | Коло                  |
| -------------- | --------------------- |
| 1930           | Није учествовала      |
| 1934           | 1 коло                |
| 1938           | Повукла се            |
| 1950           | Није учествовала      |
| 1954           | Није се квалификовала |
| 1958           | Повукла се            |
| 1962           | Повукла се            |
| 1966           | Повукла се            |
| 1970           | Није учествовала      |
| 1974. до 1986. | Није се квалификовала |
| 1990           | 1. коло               |
| 1994. до 2014. | Није се квалификовала |
| 2018           | 1. коло               |
| 2022           | Није се квалификовала |
| Укупно         | 3/22                  |

### Куп конфедерација
| Куп конфедерација | Куп конфедерација     | Куп конфедерација     | Куп конфедерација     | Куп конфедерација     | Куп конфедерација     | Куп конфедерација     | Куп конфедерација     | Куп конфедерација     |
| Година            | Пласман               | ИГ                    | П                     | Н                     | И                     | ГД                    | ГП                    |                       |
| ----------------- | --------------------- | --------------------- | --------------------- | --------------------- | --------------------- | --------------------- | --------------------- | --------------------- |
| 1992. до 1997.    | Није се квалификовала | Није се квалификовала | Није се квалификовала | Није се квалификовала | Није се квалификовала | Није се квалификовала | Није се квалификовала | Није се квалификовала |
| 1999.             | 1. коло               | 3                     | 0                     | 2                     | 1                     | 5                     | 9                     |                       |
| 2001. до 2005.    | Није се квалификовала | Није се квалификовала | Није се квалификовала | Није се квалификовала | Није се квалификовала | Није се квалификовала | Није се квалификовала | Није се квалификовала |
| 2009.             | 1. коло               | 3                     | 1                     | 0                     | 2                     | 4                     | 7                     |                       |
| 2013. до 2017.    | Није се квалификовала | Није се квалификовала | Није се квалификовала | Није се квалификовала | Није се квалификовала | Није се квалификовала | Није се квалификовала | Није се квалификовала |
| Укупно            | 2/10                  | 6                     | 1                     | 2                     | 3                     | 9                     | 16                    |                       |

## Афрички куп нација
| 1957 | Првак                              | 1976 | 4. места              | 1994 | Четвртфинале |
| 1959 | Првак                              | 1978 | Није се квалификовала | 1996 | Четвртфинале |
| 1962 | 2. место                           | 1980 | 4. место              | 1998 | Првак        |
| 1963 | 3. место                           | 1982 | Повукла се            | 2000 | Четвртфинале |
| 1965 | Повукла након што се квалификовала | 1984 | 4. место              | 2002 | Четвртфинале |
| 1968 | Повукла се                         | 1986 | Првак                 | 2004 | 1 коло       |
| 1970 | 3. место                           | 1988 | 1 коло                | 2006 | Првак        |
| 1972 | Није се квалификовала              | 1990 | 1 коло                | 2008 | Првак        |
| 1974 | 3. место                           | 1992 | 1 коло                | 2010 | Првак        |

## Рекорди
Подаци ажурирани 15. јуна 2018:

### Највише одиграних утакмица
Активни фудбалери су подебљани:
| Позиција | Фудбалер            | Репрезентативна каријера | Број утакмица | Број голова |
| -------- | ------------------- | ------------------------ | ------------- | ----------- |
| 1.       | Ахмед Хасан         | 1995—2012.               | 184           | 33          |
| 2.       | Хосам Хасан         | 1985—2006.               | 169           | 69          |
| 3.       | Есам ел Хадари      | 1996—                    | 157           | 0           |
| 4.       | Ибрахим Хасан       | 1998—2002.               | 131           | 14          |
| 5.       | Ахмед Фатхи         | 2002—                    | 127           | 3           |
| 6.       | Хани Рамзи          | 1988—2003.               | 123           | 3           |
| 7.       | Вел Гома            | 2001—2013.               | 114           | 1           |
| 8.       | Ахмед ел Кас        | 1987—1997.               | 112           | 25          |
| 8.       | Абдел Захер ел Сака | 1997—2010.               | 112           | 4           |
| 10.      | Раби Јасин          | 1982—1999.               | 109           | 1           |

### Најбољи стрелци
Активни фудбалери су подебљани:
| Позиција | Фудбалер          | Репрезентативна каријера | Број голова | Број утакмица | Просјечно |
| -------- | ----------------- | ------------------------ | ----------- | ------------- | --------- |
| 1.       | Хосам Хасан       | 1985—2006.               | 69          | 169           | 0,41      |
| 2.       | Хасан ел Шазли    | 1961—1975.               | 42          | 62            | 0,48      |
| 3.       | Мохамед Абутрика  | 2001—2013.               | 38          | 100           | 0,31      |
| 4.       | Мохамед Салах     | 2011—                    | 33          | 57            | 0,58      |
| 5.       | Ахмед Хасан       | 1995—2012.               | 33          | 184           | 0,18      |
| 6.       | Амр Заки          | 2004—2013.               | 30          | 63            | 0,48      |
| 7.       | Емад Мотеб        | 2004—2015.               | 28          | 70            | 0,40      |
| 8.       | Ахмед ел Кас      | 1987—1997.               | 25          | 112           | 0,22      |
| 9.       | Махмуд ел Катиб   | 1974—1986.               | 24          | 54            | 0,44      |
| 9.       | Гамал Абдел Хамид | 1979—1993.               | 24          | 79            | 0,30      |

## Састав Египта
Састав тима за Светско првенство 2018.
Подаци ажурирани 26. јуна 2018, након утакмице са Саудијском Арабијом:
| Име                      | Датум рођења  | Број наступа | Број голова | Клуб                |         |         |
| Голмани                  | Голмани       | Голмани      | Голмани     | Голмани             | Голмани | Голмани |
| ------------------------ | ------------- | ------------ | ----------- | ------------------- | ------- | ------- |
| Есам ел Хадари           | 15. 1. 1973.  | 155          | 0           | Замалек             |         |         |
| Шериф Екрами             | 10. 7. 1983.  | 23           | 0           | Ал Ахли             |         |         |
| Мохамед ел Шенави        | 18. 12. 1988. | 5            | 0           | Ал Ахли             |         |         |
| Одбрамбени фудбалери     |               |              |             |                     |         |         |
| Али Габр                 | 1. 1. 1989.   | 25           | 1           | Вест Бромвич албион |         |         |
| Ахмед ел Мухамади        | 9. 9. 1987.   | 83           | 2           | Астон вила          |         |         |
| Омар Габер               | 30. 1. 1992.  | 23           | 0           | Лос Анђелес гакакси |         |         |
| Ахмед Хегази             | 25. 1. 1991.  | 48           | 1           | Вест Бромвич албион |         |         |
| Ахмед Фатхи              | 10. 11. 1984. | 131          | 3           | Замалек             |         |         |
| Ајман Ашраф              | 4. 4. 1991.   | 5            | 1           | Ал Ахли             |         |         |
| Мохамед Абдел Шафи       | 1. 7. 1985.   | 55           | 2           | Ал Фатех            |         |         |
| Махмуд Хамди             | 1. 6. 1995.   | 1            | 0           | Замалек             |         |         |
| Саад Самир               | 1. 4. 1989.   | 10           | 0           | Ал Ахли             |         |         |
| Фудбалери средине терена |               |              |             |                     |         |         |
| Сем Морси                | 10. 9. 1991.  | 6            | 0           | Виган               |         |         |
| Тарек Хамед              | 24. 10. 1988. | 27           | 0           | Замалек             |         |         |
| Рамадан Соби             | 23. 1. 1997.  | 28           | 1           | Стоук сити          |         |         |
| Мохамед ел Нени          | 11. 7. 1992.  | 66           | 5           | Арсенал             |         |         |
| Шикабала                 | 5. 3. 1986.   | 32           | 2           | Ал Рид              |         |         |
| Абдала Саид              | 13. 7. 1985.  | 41           | 6           | Купс                |         |         |
| Трезеге                  | 1. 10. 1994.  | 29           | 2           | Касимпаша           |         |         |
| Амр Варда                | 17. 9. 1993.  | 20           | 0           | Атромитос           |         |         |
| Нападачи                 |               |              |             |                     |         |         |
| Мохамед Салах            | 15. 6. 1992.  | 60           | 37          | Ливерпул            |         |         |
| Марван Мосен             | 26. 2. 1989.  | 25           | 4           | Ал Ахли             |         |         |
| Кахраба                  | 13. 4. 1994.  | 25           | 3           | Ал Итихад           |         |         |